# Парижская хартия
Парижская хартия (англ. Paris Charter), или Парижская хартия для новой Европы (англ. Charter of Paris for a New Europe), была принята на Совещании глав государств и правительств государств-участников Совещания по безопасности и сотрудничеству в Европе (ОБСЕ) — Австрии, Бельгии, Болгарии, Венгрии, Германии, Греции, Дании, Ирландии, Исландии, Испании, Италии, Канады, Кипра, Лихтенштейна, Люксембурга, Мальты, Монако, Нидерландов, Норвегии, Польши, Португалии, Румынии, Сан-Марино, Святого Престола, Соединённого Королевства, Соединённых Штатов Америки, Советского Союза, Турции, Финляндии, Франции, Чешской и Словацкой Федеративной Республики, Швейцарии, Швеции и Югославии, — проходившем в Париже с 19 по 21 ноября 1990 года.
Предпосылкой для подписания хартии стал приход к власти М. С. Горбачёва, который взял курс на установление атмосферы доверия и взаимопонимания с западными странами. Парижская хартия была принята 32 европейскими государствами, США и Канадой. На Совещании была достигнута договорённость о масштабном сокращении вооружённых сил ОВД и НАТО. В хартии подтверждалась верность участников Совещания 10 принципам Заключительного акта, принятого в Хельсинки в 1975 году. Совещание в Париже стало первой международной встречей после Хельсинкского Совещания. Была намечена программа международного сотрудничества, показана приверженность стран-участниц к демократии, основанной на уважении прав человека и обеспечении всеобщего процветания при гарантировании экономической свободы и социальной справедливости. Подписание Парижской хартии свидетельствовало об окончании враждебного противостояния в Европе.